# Comuna 6 (Cali)
La Comuna 6 de la ciudad de Cali está ubicada en la parte nororiental de la ciudad, entre el Río Cali, la Avenida Simón Bolívar, la carrera 7 y el Río Cauca. Limita al oriente con el municipio de Palmira, al sur con la Comuna 7 y al occidente con las comunas 4 y 5

## Contexto
La comuna 6 se ha configurado en gran parte a través de procesos de invasión o de urbanizaciones clandestinas, que llevaron a sus moradores a la adecuación de tierras pantanosas efectuando rellenos espontáneamente sin cumplir con normas de urbanización sobre cesión de vías, zonas verdes y dotación de servicios públicos, situación que se ha venido ajustando a través del tiempo.
Conformada por 18 barrios legalmente constituidos y 5 invasiones o asentamientos subnormales habitados por el 10% de la población de la Ciudad de Cali, es una comuna que se encuentra en proceso de redensificación. Su principal uso es el residencial, con viviendas de estratos socioeconómicos bajo y medio-bajo. Los restantes usos comerciales, institucionales y de zonas verdes corresponden a las actividades complementarias a escala de barrio (que no son representativos a nivel urbano). En esta comuna se presenta un conflicto en los usos del suelo en la franja correspondiente a la Zona Forestal Protectora, la cual ha sido afectada por procesos de relleno de las orillas con fines residenciales, de producción pecuaria y otros usos.
En 1993 la comuna presentó un alto índice de actividad edificadora representada por viviendas de interés social y aunque los servicios públicos tienen una amplia cobertura, todavía hay zonas que carecen de alcantarillado o poseen un servicio muy deficiente, debido a la ubicación de estos terrenos por debajo del nivel del Río Cauca lo que hace necesario el bombeo de las aguas.
El amoblamiento urbano de la comuna 6 es escaso y presenta marcadas diferencias entre la Carrera 1 hacia el norte y la Carrera 1 hacia el sur. Gran parte de las vías y los andenes de la comuna, al igual que la construcción de viviendas, se ha realizado por procesos de autoconstrucción.
Los principales corredores viales lo constituyen la Carrera 1 o recta Cali - Palmira, sin ninguna facilidad peatonal constituyéndose en una división física dentro de la comuna, y la Calle 70 o Autopista Oriental con 4 semáforos y un puente peatonal. Las facilidades peatonales son insuficientes para la comunicación de esta comuna con el resto de la ciudad.
La comuna demanda todos sus servicios educativos en otros sectores de la ciudad y presenta altos índices de ausentismo escolar ; carece de centros hospitalarios e inspección de policía, a pesar del alto nivel de inseguridad y presencia de pandillas juveniles ; tiene altos índices de desempleo y la principal fuente de trabajo la constituye el empleo informal o independiente.
Debido al tipo de urbanización con calles peatonales estrechas y a los asentamientos subnormales en las riberas de los ríos, a la desecación de humedales y a la construcción de jarillones, la exuberante vegetación que poblaba no sólo las orillas de los ríos, al igual que la fauna asociada, han ido desapareciendo. Un elemento representativo en esta comuna lo constituye la agricultura urbana y la producción pecuaria.
El Plan de Desarrollo de Cali contempla para esta comuna 3 macroproyectos: el Canal CVC que ya se encuentra en construcción, la construcción de la Avenida Ciudad de Cali que todavía no define los sectores que afectará y la construcción de la Planta de Tratamiento de Aguas Residuales, PTAR, que ha generado gran expectativa en la zona de influencia.

## Barrios
La comuna 6 está conformada por 28 barrios y sectores los cuales son:
| - San Luis I - San Luis II - Jorge Eliécer Gaitán - Quintas de Salomia - Tejares de Salomia - Solares de Comfandi I etapa - Solares de Comfandi II etapa - Solares de Comfandi III etapa - C.R. Ciudadela Cataluña - Cunas del Sol - Paso del Comercio - Los Alcázares I - Los Alcázares II | - Petecuy I etapa - Petecuy II etapa - Petecuy III etapa - La Rivera I - Los Guaduales - Oasis de Comfandi - Floralia I - Floralia IA - Floralia I Sector II - Floralia II - Floralia III - Fonaviemcali - Calimio - Comfenalco |